# Hahnia clathrata
Hahnia clathrata är en spindelart som beskrevs av Simon 1898. Hahnia clathrata ingår i släktet Hahnia och familjen panflöjtsspindlar. Inga underarter finns listade i Catalogue of Life.